# Llegenda de Guifré el Pilós
|  | No s'ha de confondre amb Llegenda de les quatre barres de sang. |

La Llegenda de Guifré el Pilós és una llegenda que fou recopilada per primera vegada en la Gesta Comitum Barchinonensium, crònica catalana escrita en llatí vers el 1180 pels monjos del Monestir de Santa Maria de Ripoll durant el regnat d'Alfons II d'Aragó «el Cast». La llegenda medieval exalça la memòria mítica del comte Guifré I de Barcelona, per tal de glorificar els orígens del Casal d'Aragó i legitimar tant la potestas (poder) sobre el Comtat de Barcelona, així com la seva heretabilitat. La llegenda catalana medieval de Guifré el Pilós no s'ha de confondre amb la Llegenda de les quatre barres de sang, compilada a València durant el segle xvi.

## Guifré I de Barcelona
El Comte Guifré I de Barcelona, anomenat el Pilós, (v. 840 - 897) fou Comte de Barcelona, Comte d'Osona i comte de Girona; també comte d'Urgell, comte de Cerdanya i comte de Conflent. Fou el 12è i darrer comte de Barcelona nomenat pels reis francs, i el 1r a donar en herència els seus domins territorials, iniciant així la Dinastia comtal de Barcelona (Guiffredus primus comes Barchinone), tot i mantenir el jurament de fidelitat als reis de França; com a fundador de la dinastia comtal de Barcelona, ja des de l'edat mitjana els antics reis d'Aragó i comtes de Barcelona varen glorificar-ne i exaltar-ne la memòria, i el seu llinatge es mantingué per descendència directa de pare a fill durant cinc segles. Va morir durant la ràtzia musulmana del 897 lluitant contra l'Islam i fou enterrat al Monestir de Santa Maria de Ripoll.

## La glorificació del comte Guifré

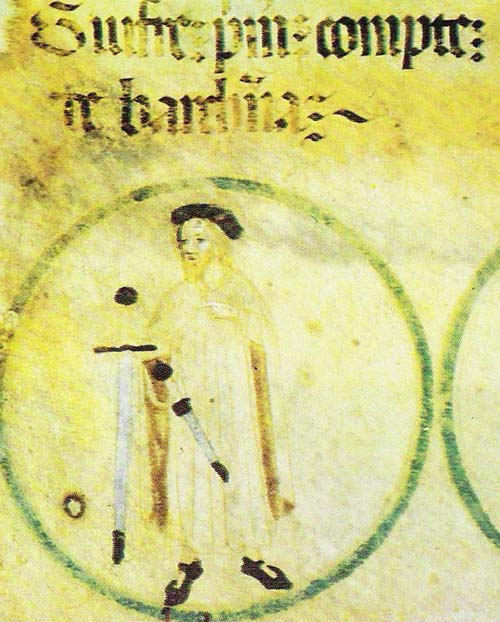
Genealogia del Casal d'Aragó;
(Monestir de Santa Maria de Poblet, 1400);
«Guifre:p[r]im[er]:compte:te:barchi[no]na:»

La glorificació de la memòria del comte Guifré va començar ja durant l'alta edat mitjana; el 977, durant l'acte de dedicació de l'església del Monestir de Santa Maria de Ripoll, es recordà la seva memòria amb les següents paraules: «Subditorum carus, vir nobilitatis titulo pollens, virtutum vigoren immarcescibiliter vernans» I també l'Abat Oliba (971-1046) el qualificà de «Marchio celsus, qui comes atque potens fulsit in orbe manens. Hancque domum struxit et structam sumptibus auxit» Els reis del Casal d'Aragó el distingiren com el fundador del Llinatge dels comtes de Barcelona, la Genealogia del Casal d'Aragó l'assenyalava com el primer comte, les Cròniques dels reis d'Aragó e comtes de Barcelona en servaren la memòria, i el 1397 ja se l'anomenava Pare de la Pàtria.

## La llegenda

### Els orígens. El got Guifré d'Arrià
Les primeres paraules de la «Gesta Comitum Barchinonensium» són les següents:
| «                               | Pels relats dels antics, sabem que en un temps llunyà hi hagué un cavaller de nom Guifré, oriünd de la vila anomenada Arrià, que és en territori del Conflent, tocant al riu Tet, prop del monestir de Sant Miquel de Cuixà. | » |
| — Gesta Comitum Barchinonensium | |   |

Els antecessors de Guifré I de Barcelona eren desconeguts durant l'alta edat mitjana. La memòria històrica començava a partir d'ell, i la llegenda es barrejà en seva biografia per tal de traçar-ne els orígens i legitimar la Potestas (poder) sobre el Comtat de Barcelona; comença la llegenda narrant els fets del seu pare, un cavaller que també s'anomenava Guifré i originari de la vila de Rià (o d'Arrià). Aquestes primeres paraules de la llegenda situen el lloc d'origen del cavaller Guifré d'Arrià, pare de Guifré el Pilós, a la vila Rià, situada prop del riu Tet i del monestir de Sant Miquel de Cuixà, a l'antic Comtat de Conflent (el mil·lenari Comtat del Conflent fou amputat de Catalunya i annexionat a França pel Tractat dels Pirineus l'any 1659). Continua explicant que per la seva noblesa i les seves proeses, fou nomenat comte de Barcelona pel rei de França. Temps després el comte Guifré d'Arrià i el seu fill Guifré el Pilós anaren a Narbona per tal de parlamentar amb els emissaris del rei de França; un d'aquests es mostrà insolent i posà les mans sobre la barba, irant a Guifré d'Arrià qui el matà allí mateix. En veient que havia matat a un franc, fou fet pres i mentre el portaven de camí per presentar-lo davant del rei de França, provà de moure batalla contra els francs, que l'acabaren matant prop d'una la vila anomenada Santa Maria del Puig.

### La joventut. La filla del comte de Flandes
Havent assassinat al comte Guifré d'Arrià, els francs portaren al seu fill davant el rei de França; el rei es mostrarà molt contrariat per com havia succeït la mort de Guifré d'Arrià i encomenà el seu fill al Comte de Flandes. Passats els temps Guifré el Pilós s'enamorà de la filla del comte de Flandes i la deixà embarassada; aquest fet li explicaren a la muller del comte, qui ho mantingué en secret per tal de protegir l'honor de la seva filla. Però li feu fer a Guifré el Pilós sagrament que si mai recobrava el comtat de Barcelona, es casaria amb la seva filla. Guifré el Pilós acceptà el sagrament i es disposà a retornar a la seva terra.

### El retorn a la terra. Barcelona
Vestit de peregrí i acompanyat d'una vella, el jove comte retornà a Barcelona per trobar-se amb la seva mare. I quan aquesta el veié fou molt alegre i el reconegué immediatament, perquè tenia pèl en llocs on els homes no acostumen a tenir-ne, raó per la qual era anomenat el Pilós. Passats un dies la seva mare feu crida a tots els barons i nobles gots de la terra que havien estat fidels al comte Guifré d'Arrià, pare del Pilós, i els mostrà al seu jove fill, a qui juraren fidelitat i servir-lo com a senyor. Temps després tots els gots del comtat s'aplegaren on hi havia el comte de Barcelona, el franc Salomó. I davant d'ell s'alçà Guifré el Pilós i assassinà el comte franc.

### La investidura franca. Legitimació del poder
A partir d'aleshores Guifré el Pilós fou el nou comte de Barcelona i governà la Gòtia fins a Narbona. Però recordant el deshonor que havia comès al llinatge del comte de Flandes, qui l'havia nodrit en la seva infantesa, i el sagrament que havia fet a la muller del comte de Flandes, envià solemnes missatgers a Flandes per demanar a la seva filla com a muller seva a Barcelona. La filla del comte de Flandes arribà a Barcelona poc després i fou rebuda honradament i meravellosa. Els amics de la muller del comte volien que Guifré el Pilós rebés la gràcia i l'amistat del rei de França, així que el comte es presentà davant del rei francès, i d'aquest rebé el comtat de Barcelona.

### La lluita contra l'Islam. Legitimació de la dinastia comtal
Després de llarg temps a la cort del rei de França, Guifré el Pilós sabé de l'ardit dels sarraïns, que maldaven per conquerir la seva terra. Li feu saber al rei de França i li demanà consell i ajut. Més el rei de França li respongué que no el podia ajudar en res a recobrar la seva terra, però li atorgà que si podia defensar la terra que ell li havia atorgat i conquerir la terra que ell pogués, que aquelles terres serien seves perpètuament i dels seus. I així, malgrat que fins aleshores els comtes de Barcelona havien estat nomenats pels reis francs per governar durant un cert temps al comtat de Barcelona, a partir d'aquella gràcia rebuda del rei de França, la terra fou del seu llinatge.

### La guerra i la fe. El Casal comtal de Barcelona
I Guifré reuní una gran multitud de gents de la terra del rei de França amb les quals foragità els sarraïns del seu comtat, arribant fins a Lleida. I totes aquelles terres que conquerí foren seves a la voluntat, sense estar subjecte a la senyoria dels francs. Després de fer fora els sarraïns de la terra, el comte Guifré el Pilós edificà el monestir en l'any de nostre Senyor DCCCLXXXVIII, i l'ennoblí de grans donacions i riqueses. I procreà de la seva muller 4 fills; l'ún fou Raolf, qui fou monjo de Ripoll i després bisbe d'Urgell, l'altre fou Guifré, l'altre fou Miró qui fou successor al comtat de Barcelona, i l'altre fou Sunyer, qui fou comte d'Urgell després del seu pare.

### La llegendària mort del comte
El valerós comte Guifré governà la terra amb bon estament i morí a l'edat de XL anys, en l'any del senyor del DCCCCXII, i fou sebollit al monestir de Ripoll amb grans honors.

## Historiografia de la llegenda
La llegenda llatina original fou recollida per altres cròniques medievals, i cada volta li eren afegits nous detalls i ampliacions. La versió més ampliada i plena de detalls de la llegenda apareix en la crònica catalana Flos mundi, una crònica universal escrita vers el 1407. Entrada l'edat moderna diversos historiadors la publicaren en les seves obres d'història; així, mentre l'historiador aragonès Jerónimo Zurita encara la inclogué en la seva obra Anales de la Corona de Aragón (1562-1580), ja l'historiador occità Pèire de Marca la definí com una «faula» en la seva obra Marca hispanica; sive, Limes hispanicvs (1688).